# Маковляни
Маковляни (пол. Makowlany) — село в Польщі, у гміні Сідра Сокульського повіту Підляського воєводства.
Населення — 303 особи (2011).
У 1975-1998 роках село належало до Білостоцького воєводства.

## Демографія
Демографічна структура станом на 31 березня 2011 року:
|          | Загалом | Допрацездатний вік | Працездатний вік | Постпрацездатний вік |
| -------- | ------- | ------------------ | ---------------- | -------------------- |
| Чоловіки | 157     | 30                 | 108              | 19                   |
| Жінки    | 146     | 25                 | 84               | 37                   |
| Разом    | 303     | 55                 | 192              | 56                   |